# Instituto Nacional Penitenciario del Perú
El Instituto Nacional Penitenciario de Perú (INPE) es un organismo público, rector del Sistema Penitenciario peruano, integrante del Ministerio de Justicia y Derechos Humanos, que dirige y controla técnica y administrativamente el Sistema Penitenciario del Perú.

## Estadísticas de la población penitenciaria
La población penal del 2012 estaba constituidos un 58 % por procesados y un 42 % por sentenciados. La población penal era de 61,390 en el año 2013. En el 2014, el 39 % de la población penal está recluido por los delitos de robo agravado, hurto agravado y extorsión. En el 2015, el 40 % de los presos cumplen desde los 10 años de condena hasta cadena perpetua.

## Establecimientos penitenciarios
| E.P.                      | Oficina Regional | Localización                                                           |
| ------------------------- | ---------------- | ---------------------------------------------------------------------- |
| Challapalca               | Altiplano        | Tacna, Departamento de Tacna                                           |
| Guayamba                  | Nor Oriente      | Iquitos, Departamento de Loreto                                        |
| Cajamarca (ex Huacariz)   | Norte            | Cajamarca, Departamento de Cajamarca                                   |
| Miguel Castro Castro      | Lima             | San Juan de Lurigancho, Provincia Autónoma de Lima                     |
| Ancón (Piedras Gordas)    | Lima             | Ancón, Provincia Autónoma de Lima                                      |
| Lurigancho (ex San Pedro) | Lima             | San Juan de Lurigancho, Provincia Autónoma de Lima                     |
| Base Naval del Callao     | Lima             | Callao, Lima                                                           |
| Penal de Barbadillo       | Lima             | Ate Vitarte, Provincia Autónoma de Lima                                |
| Santa Mónica              | Lima             | Chorrillos, Provincia Autónoma de Lima                                 |
| Huancayo                  | Centro           | Huamancaca Chico, Provincia de Chupaca, Departamento de Junín          |
| Socabaya                  | Arequipa         | Arequipa, Departamento de Arequipa                                     |
| Puno (ex Yanamayo)        | Altiplano        | Puno, Departamento de Puno                                             |
| Juliaca (ex Capilla)      | Altiplano        | Juliaca, Departamento de Puno                                          |
| Lampa (de mujeres)        | Altiplano        | Lampa, Departamento de Puno                                            |
| Pampas de Sananguillo     | Centro           | Tarapoto-Yurimaguas, Departamento de San Martín/Departamento de Loreto |
| Huancané                  | Altiplano        | Huacané, Departamento de Puno                                          |
| Qqenccoro                 | Sur Oriente      | Cusco, Departamento de Cusco                                           |

## Directorio institucional
Fuente:
- Presidente: Emilio Ivan Paredes Yataco
- Miembro: Leoncio Delgado Uribe
- Gerente general: Segundo Montenegro Ñaños
- Jefe de Oficina de Asesoría Jurídica: Elias Duany Vega Rivera
- Jefe de Oficina General de Administración: Virgilio Silva
- Jefe de la Oficina de Sistemas de Información: Alejandro Farias

## Presidentes
- Antonio Palomino Morales (1985)
- Manuel Aquézolo Castro (1985-1986)
- Óscar Mejía Quiroz (1986-1988)
- Manuel Eusebio Aguilar Bermúdez (1988)
- Carlos Efraín Caparó Madrid ( 1990)
- Víctor Pérez Liendo (1992-1995)
- Juan Nakandakari Kanashiro (1995-2000)
- Gino Costa (2000-2001)
- Luis Javier Bustamante Rodríguez (2001-2004)
- Wilfredo Pedraza (2004-2006)
- Pedro Salas Ugarte (2006)
- Rosa Mavila (2006-2007)[6]
- Benedicto Jiménez (2007)
- Gustavo Carrión Zavala (2007-2008)[7]
- Leonardo Caparrós Gamarra (2008-2009)[8]
- Jorge León Ballén (2009-2010)[9]
- Rubén Orlando Rodríguez Rabanal (2010)
- Wilson Hernández Silva (2010-2011)
- José Luis Pérez Guadalupe (2011-2015)
- Julio César Magán Zevallos (2015-2016)
- Carlos Zoe Vásquez Ganoza (2016-2018)[10]
- Carlos Antonio Romero Rivera (2018-2019)
- Cesar Cárdenas Lizarbe (2019-2020)[11]
- Gerson David Villar Sandy (2020)
- Susana Silva Hasembank (2020-2022)
- Omar Mauricio Méndez Irigoyen (2022- en el cargo)
- Federico Llaque Moya (2023- 2025)
- Emilio Ivan Paredes Yataco (2025- actualidad)